# SV Schinnen
SV Schinnen was een amateurvoetbalvereniging uit Schinnen, provincie Limburg, Nederland. De club hield op 1 juli 2016 op met bestaan als gevolg van de fusie met ADVEO en VV Puth. De thuiswedstrijden werden op het Sportpark Schinnen gespeeld.

## Geschiedenis
Voetbalvereniging RKDWS (Roomsch Katholieke voetbalvereeniging Door Wilskracht Sterk) werd in april 1934 te Schinnen opgericht. Het eerste voetbalveld, een windscheef terrein was gelegen aan de Altaarstraat te Schinnen, aan de Krekelberg.
Omdat na een aantal jaar de lange naam steeds lastiger werd, is besloten om tot naamswijziging over te gaan, en sinds 1945 is de naam van de vereniging voluit Sport Vereniging Schinnen.

### Terborg
Omdat het terrein aan de Krekelberg niet meer voldeed aan de eisen die de KNVB stelden, verhuisde midden jaren 70 de vereniging naar het nieuwe gemeentelijke sportpark Terborg, vlak bij Kasteel Terborg. Het terrein aan de Krekelberg werd zo goed als het kon opgeknapt, en werd de thuishaven van de tweede voetbalclub die Schinnen rijk is: NVC (Nagelbeker Voetbal Club). Dit is echter geen officiële club welke is aangesloten bij de KNVB, maar een voetbalteam van een plaatselijk café in Schinnen, te weten Café 't Schöpke in Nagelbeek.

### Verhuizing velden richting Oirsbeek
Omdat het sportpark Terborg midden in Landschapspark De Graven ligt, paste dit niet meer in het bestemmingsplan. Daarom heeft de vereniging samen met de toenmalige gemeente Schinnen besloten om de velden te verplaatsen richting Oirsbeek, naast de huidige velden van de Oirsbeekse voetbalvereniging ADVEO. Sinds juli 2007 is de nieuwe accommodatie een feit en is sportpark Terborg verlaten.

## Succesjaren
De voetbalclub kende in de jaren 50 en 60 van de twintigste eeuw enkele zeer succesvolle jaren, die de club tot in de hoogste regionen van de competitie brachten. In deze gouden periode is ook het talent van Hans Erkens ontdekt door de scouts van de grote clubs in Nederland. Verder heeft Schinnen ook op het moment een zaalvoetbalteam genaamd Futsal 1. Dit team is twee keer kampioen geworden in 2 seizoenen.
In het begin van de eenentwintigste eeuw waren er weer enkele succesvolle jaren. Op zondag 15 april 2007 werd Schinnen onder leiding van Henk Theunissen en Hans Erkens voor het eerst sinds 1967 kampioen. Dit keer in de zesde klasse. Een jaar later (2008) werd de club kampioen van de vijfde klasse, wederom onder leiding van hetzelfde duo. In het seizoen 2008/09 handhaafde de club zich in de vierde klasse. Een seizoen later werd via de nacompetitie, waarin in beide ronden met penalty's werd gewonnen, gepromoveerd naar de derde klasse.

## Standaardelftal
Het eerste elftal speelde in zijn laatste seizoen (2015/16) in de Vierde klasse van het KNVB-district Zuid-II.

### Competitieresultaten 1949–2016
| 2 4B |

| 2 4C |

| 4 4C |

| 2 4C |

| 1 4B |

| 5 3A |

| 3 3A |

| 1 3A |

| 12 2B |

| 4 3C |

| 9 3C |

| 10 3A |

| 10 3A |

| 11 3A |

| 11 3A |

| 4 4D |

| 8 4D |

| 5 4D |

| 1 4D |

| 7 3A |

| 9 3A |

| 11 3B |

| 7 4A |

| 11 4D |

| 8 4A |

| 10 4D |

| 10 4D |

| 10 4C |

| 6 4D |

| 6 4D |

| 4 4D |

| 3 4D |

| 6 4D |

| 2 4D |

| 3 4D |

| 8 4D |

| 12 4D |

|  |

|  |

|  |

|  |

|  |

|  |

|  |

|  |

|  |

|  |

|  |

| 5 6B |

|  |

|  |

| 7 6B |

| 10 6B |

| 4 6B |

| 5 6B |

| 10 6B |

| 2 6B |

| 2 6B |

| 1 6B |

| 1 5C |

| 8 4C |

| 4 4C |

| 10 3B |

| 2 4C |

| 12 4C |

| 2 5B |

| 4 5B |

| 14 4C |

| Tweede klasse | Derde klasse | Vierde klasse | Vijfde klasse | Zesde klasse |

In elke staaf van de grafiek staat van boven naar beneden vermeld: 
- Eindnotering

Dit is de positie die de club heeft bereikt in de competitie, zonder eventuele beslissings-, play-off- of nacompetitiewedstrijden die nodig zijn geweest om bijvoorbeeld de kampioen van de competitie te bepalen.
Indien een * achter het getal staat is de notering een tussenstand en kan het zijn dat de notering niet overeenkomt met de uiteindelijke eindstand van de competitie.
Staat er een - dan is het seizoen nog bezig en is er geen definitieve uitslag bekend.
Staat er xx op de positie van de notering, dan heeft de club vroegtijdig de competitie verlaten. Dit kan onder andere komen door terugtrekking van het team, faillissement van de club of door een uitgedeelde straf van de KNVB. In veel gevallen staat elders in het artikel de reden vermeld.
Staat er een ? dan is het resultaat uit het verleden onbekend, en is alleen de competitie of het niveau bekend van dat seizoen.
In de seizoenen 2019/20 en 2020/21 werd wegens de coronacrisis het amateurvoetbal afgebroken. Daardoor kennen deze staven geen eindklassering (middels -- weergegeven).
- Competitieniveau en afdelingsletter of Officiële eindstand Eredivisie
  - Competitieniveau en afdelingsletter

Hierbij geeft het getal het niveau weer, dat ook terug te vinden is in de legenda. De letter is de afdelingsaanduiding en wordt gebruikt wanneer er meer afdelingen zijn op hetzelfde niveau. De afdelingsletter is altijd een hoofdletter en wordt meestal zonder nummer gebruikt.
Voorbeeld: 2F is niveau 2e klasse competitie F.
Het competitieniveau en nummer wordt niet vermeld wanneer er slechts één competitie van dit niveau was.
  - Officiële eindstand Eredivisie (getal staat tussen haakjes vermeld)

Sinds de introductie van play-offwedstrijden voor Europees voetbal na afloop van de reguliere competitie in 2005/06, is de KNVB verplicht een eindstand van de Eredivisie door te geven aan de UEFA aan de hand van deze play-offwedstrijden.
Bij deze eindstand staan clubs die zich hebben gekwalificeerd voor Europees voetbal hoger dan clubs die zich niet wisten te kwalificeren. Indien er geen verschil was tussen de eindnotering en de officiële eindstand, staat dit getal niet vermeld.

- Onderafdeling

Hier staat afgekort de naam van de onderafdeling indien de club in dat jaar in een onderafdeling uitkwam. Tevens staat deze afkorting in de legenda en wordt gelinkt naar het artikel over deze onderafdeling. Deze afkorting wordt alleen vermeld wanneer de club in het verleden in verschillende onderafdelingen heeft gespeeld. Deze vermelding is in de staaf altijd in kleine letters. Deze onderafdelingen zijn na het seizoen 1995/96 afgeschaft. Heeft de club in slechts één onderafdeling gespeeld, dan is dit alleen terug te vinden in de legenda.
Onder de staaf staat het jaartal vermeld waarin het seizoen is afgesloten. 15 verwijst naar het seizoen 2014/15 of eventueel het seizoen 1914/15.
Wanneer een staaf leeg is, zijn deze gegevens niet bekend. Het kan ook zijn dat de club dat seizoen niet heeft meegespeeld op het hogere amateurniveau, vroegtijdig de competitie heeft verlaten of uit de competitie is gezet.

In het seizoen 1944/45 was er wegens de Tweede Wereldoorlog geen regulier competitievoetbal.